# Bruno Trani
Bruno Lorenzo Trani (* 29. Januar 1928 in Monfalcone; † 7. Februar 2022 ebenda) war ein italienischer Regattasegler.

## Werdegang
Bruno Trani belegte bei den Olympischen Spielen 1960 in Rom den 14. Platz in der Finn Dinghy-Regatta.
Nach seiner Karriere als Regattasegler war Trani beim italienischen Segelverband als Trainer und Techniker tätig.